# Maresiella brevicornis
Maresiella brevicornis is een pissebed uit de familie Gnathostenetroidae. De wetenschappelijke naam van de soort is voor het eerst geldig gepubliceerd in 1983 door Carvacho.